# Incidente ferroviario di Beano
L'incidente ferroviario di Beano (conosciuto anche come incidente ferroviario di Codroipo) fu uno scontro di treni avvenuto il 27 agosto 1903 in prossimità di Beano, frazione di Codroipo, sulla linea ferroviaria Venezia-Udine
.

## Dinamica dei fatti
Il 27 agosto 1903 alle ore 22:00 partì da Udine, diretto a Belluno, il treno speciale n. 2165 (tradotta militare) nel quale si trovavano due battaglioni del 14º reggimento fanteria che vi si erano recati, in occasione della visita di Vittorio Emanuele III con la consorte, alle grandi manovre militari. Sulla stessa linea, in senso inverso, circolava il treno merci ordinario n. 2468. Intorno alle ore 23:00 il treno militare giunse nella Pasian Schiavonesco fermandosi e ripartendo subito dopo. Il capotreno commise l'errore di lasciar ripartire il suo treno senza attendere l'ordine del capostazione. L'incrocio con il treno merci, previsto da orario a Codroipo, era stato però spostato a Pasian mediante dispaccio telegrafico, ma questo non fu notificato al macchinista del treno militare. Se gli fosse stato consegnato l'avviso scritto di spostamento d'incrocio questi sarebbe ripartito solo dopo l'arrivo del treno incrociante, come previsto dai regolamenti.
Il capostazione di Pasian non aveva seguito la prassi prevista; non dispose a via impedita il segnale di protezione della sua stazione, cosa che necessitava fare in quanto la fermata al segnale avrebbe costretto il macchinista ad entrare con cautela e fermarsi in stazione dopo la disposizione a via libera del segnale stesso e ad attendere l'ordine di partenza del capostazione per potere proseguire. 
Infine anche il deviatore, pur avendo ricevuto l'avviso di spostamento d'incrocio, non espose il segnale di arresto al treno che era ripartito, all'altezza dello scambio di uscita.
Lo scontro avvenne poco più avanti, sullo stesso binario da cui sopraggiungeva da Codroipo il treno merci. Il macchinista del merci accortosi del treno che avanzava contro di lui arrestò il proprio convoglio ma non riuscì ad evitare il violento scontro. 
Poco dopo due militari rimasti indenni si avviarono nelle opposte direzioni per segnalare ai treni eventualmente in arrivo l'ostacolo; raggiunto un casello vennero inviati dispacci telegrafici ad Udine mentre un ufficiale in bicicletta raggiunse Codroipo e fece suonare le campane per far accorrere le popolazioni in soccorso. Alcuni ufficiali che si erano salvati presero a coordinare il salvataggio dei feriti. Alcuni medici borghesi e le persone accorse dai centri abitati circostanti prestarono i primi soccorsi. Intorno alle ore 4:00 giunse il primo treno di soccorso per caricare i primi 45 feriti estratti dai rottami del treno.
L'indomani il Re e la Regina accompagnati dal ministro Ottolenghi e dalle autorità civili e militari giunsero a Codroipo per visitare i feriti.

## I treni coinvolti
- Treno merci n. 2468 trainato da locomotiva a vapore
- Tradotta militare n. 2165, trainata da locomotiva a vapore, partita da Udine alle 22:00 e diretta a Belluno. Materiale rimorchiato misto, carrozze viaggiatori e carri merci per trasporto cavalli e carriaggi.

## Le vittime
Nello scontro persero la vita il macchinista Biagioni Marcello e il fuochista Antonio Marin della locomotiva a vapore del treno militare; il capitano Romeo Bedini, di Sinigaglia; il sergente Pietro Naselli e Giovan Battista Mauro, di Palermo; Carlo Vallini di Rovigo, del corpo musicante; i soldati, Domenico Superchi di Parma, Carmine Cretone di Isernia e Gennaro Simeone, di Venafro; Antonio Occhi, di Codigoro, Ercole Giovanelli, di Loreto e Fioravante Rocchi di Copparo. Il soldato Agatino Morelli morì il giorno seguente.
I feriti ricoverati furono 66, di cui alcuni in gravi condizioni. Molti facevano parte del corpo musicante del reggimento; tra questi era anche il Capo-musica Sebastiano Rapisarda di Catania, direttore del corpo.

## L'inchiesta
L'inchiesta giudiziaria venne affidata ad una commissione composta dal giudice istruttore Contin, dal sostituto procuratore del Re, Tescari e dal cancelliere Piva-Locatelli. Furono incaricati delle perize tecniche gli ingegneri Cudugnelli e Cantoni. Vennero arrestati in prima istanza il capotreno della tradotta militare e il capostazione di Pasian Schiavonesco in quanto l'incrocio tra i due treni, che doveva avvenire a Codroipo venne spostato a Pasian senza accertarsi che il treno militare fosse stato trattenuto a Pasiano. 
L'inchiesta interna, della società della Rete Adriatica, condotta dal direttore generale Borgnini ipotizzò, tra l'altro, l'errore di uno dei due capistazione, di Codroipo o di Pasian; il treno militare, partito da Udine alle ore 22:00 del 27 agosto in concomitanza con le grandi manovre militari non circolava di solito in tale periodo.
La linea non era provvista di alcun sistema di blocco e i dispacci di servizio e di movimento venivano inoltrati per via telegrafica.

## Il processo
Il processo iniziò presso la Corte d'assise di Udine l'11 agosto del 1904 contro il capostazione di Pasian, Leonardo Valente, che non aveva disposto al rosso il segnale di protezione per obbligare il treno militare in arrivo alla fermata, non esposto la lanterna rossa davanti al fabbricato allo scopo di consegnare al macchinista del treno l'avviso scritto di spostamento d'incrocio concordato tra i due capostazione di Codroipo e Pasian mediante dispaccio telegrafico.
La duplice omissione aveva consentito al treno militare di entrare liberamente in stazione, fermarsi e ripartire subito dopo. Erano imputati anche il capotreno Carlo Bisoffi per essere ripartito senza attendere l'ordine del capostazione e il deviatore Benedetto Benedetti che, pur avendo ricevuto l'avviso del cambiamento d'incrocio non aveva impedito che il treno oltrepassasse lo scambio esponendogli il rosso e andasse a scontrarsi, poco dopo, con il treno merci n. 2468 che arrivava in senso inverso sullo stesso binario. 
Era accusata e chiamata in giudizio anche la Società Italiana per le Strade Ferrate Meridionali nella persona del direttore generale Secondo Borgnini. 
Dopo le deposizioni degli accusati Valente, Bisoffi e Benedetti, l'avvocato Marigonda, rappresentante della Società Adriatica civilmente responsabile, lesse una dichiarazione, nella quale la Società si diceva pronta, sia in via amichevole che giudiziale, a liquidare e pagare i danni in toto agli aventi diritto, qualunque fosse stato l'esito del processo.